# Osmar Maderna
Osmar Héctor Maderna (* 27. Februar 1918 in Pehuajó, Partido Pehuajó, Provinz Buenos Aires; † 28. April 1951) war ein argentinischer Tangopianist, Bandleader, Komponist und Arrangeur.

## Leben
Maderna wurde als achter Sohn des Musikers Juan Maderna in Pehuajó (Provinz Buenos Aires) geboren. Dreizehnjährig spielte er in einem örtlichen Orchester namens Vitaphone. 1938 kam er nach Buenos Aires, wo er im Rundfunk auftrat und Mitglied eines zweitrangigen Orchesters war, bis ihn Miguel Caló als Nachfolger von Héctor Stamponi für sein Orchester engagierte. Er war bis 1945 Mitglied dieses Orchesters, dem in dieser Zeit u. a. der Geiger Enrique Francini, die Bandoneonisten Eduardo Rovira, Armando Pontier und Domingo Federico und die Sänger Raúl Berón, Alberto Podestá, Jorge Ortiz und Raúl Iriarte angehörten. Das Orchester nahm etwa 80 Titel auf, darunter die Instrumentalversionen von Sans souci (von Enrique Delfino) und Inspiración (von Peregrino Paulos), in denen Maderna große Klaviersolos hatte.
1945 trennten sich Maderna und Raúl Iriarte von Caló und traten kurze Zeit als Duo auf. Nachdem Iriarte zu Caló zurückgekehrt war, gründete Maderna ein eigenes Orchester, mit dem er 1946 die ersten Titel bei dem uruguayischen Label Sondor aufnahm. Beim Label Víctor in Argentinien entstanden bis 1951 zweiundfünfzig Aufnahmen. Seine Sänger waren Orlando Verri, Mario Pomar, Adolfo Rivas und gelegentlich Pedro Dátila. Am 28. April 1951 kam Maderna beim Absturz mit einem eigenen Flugzeugs ums Leben. Sein Freund, der Geiger Aquiles Roggero, leitete in den 1950er Jahren das Orquesta Símbolo Osmar Maderna. Dieses nahm u. a. den Tango Notas para el cielo auf, den der Pianist des Orchesters Orlando Tripodi zu Ehren Madernas komponiert hatte. 

## Aufnahmen
- Sans souci (von Enrique Delfino)
- Inspiración (von Peregrino Paulos)
- Chiqué (von Ricardo Brignolo)
- Ojos negros (von Vicente Greco)
- Loca bohemia (von Francisco De Caro)
- El bajel (von Julio und Francisco De Caro)
- El Marne (von Eduardo Arolas)
- El baquiano (von Agustín Bardo)
- Qué noche (von Agustín Bardo)
- El rodeo (von Agustín Bardi)
- El pillete (von Graciano de Leone)
- Charamusca (von Francisco Canaro)
- Inspiración (von Peregrino Paulos)
- La cautiva (von Carlos Vicente Geroni Flores)
- Aromas (von Osvaldo Fresedo)

## Kompositionen
- Lluvia de Estrellas (instrumental)
- Concierto en la Luna (instrumental)
- Escalas en azul (instrumental)
- Pequeña (Text von Homero Expósito, 1949 von Hector de Rosas aufgenommen)
- La noche que te fuiste (Text von José María Contursi)
- Volvió a llover (Text von Cátulo Castillo)
- Rincones de París (Text von Cátulo Castillo)